# سنيرزبروك (محطة مترو أنفاق لندن)
سنيرزبروك (بالإنجليزية: Snaresbrook)‏ هي إحدى محطات مترو أنفاق لندن. تقع على خط سينترال أفتتحت في المنطقة (Zone) رقم 4 في 22 أغسطس 1856، ومرة أخري في 14 ديسمبر 1947.

## معرض صور

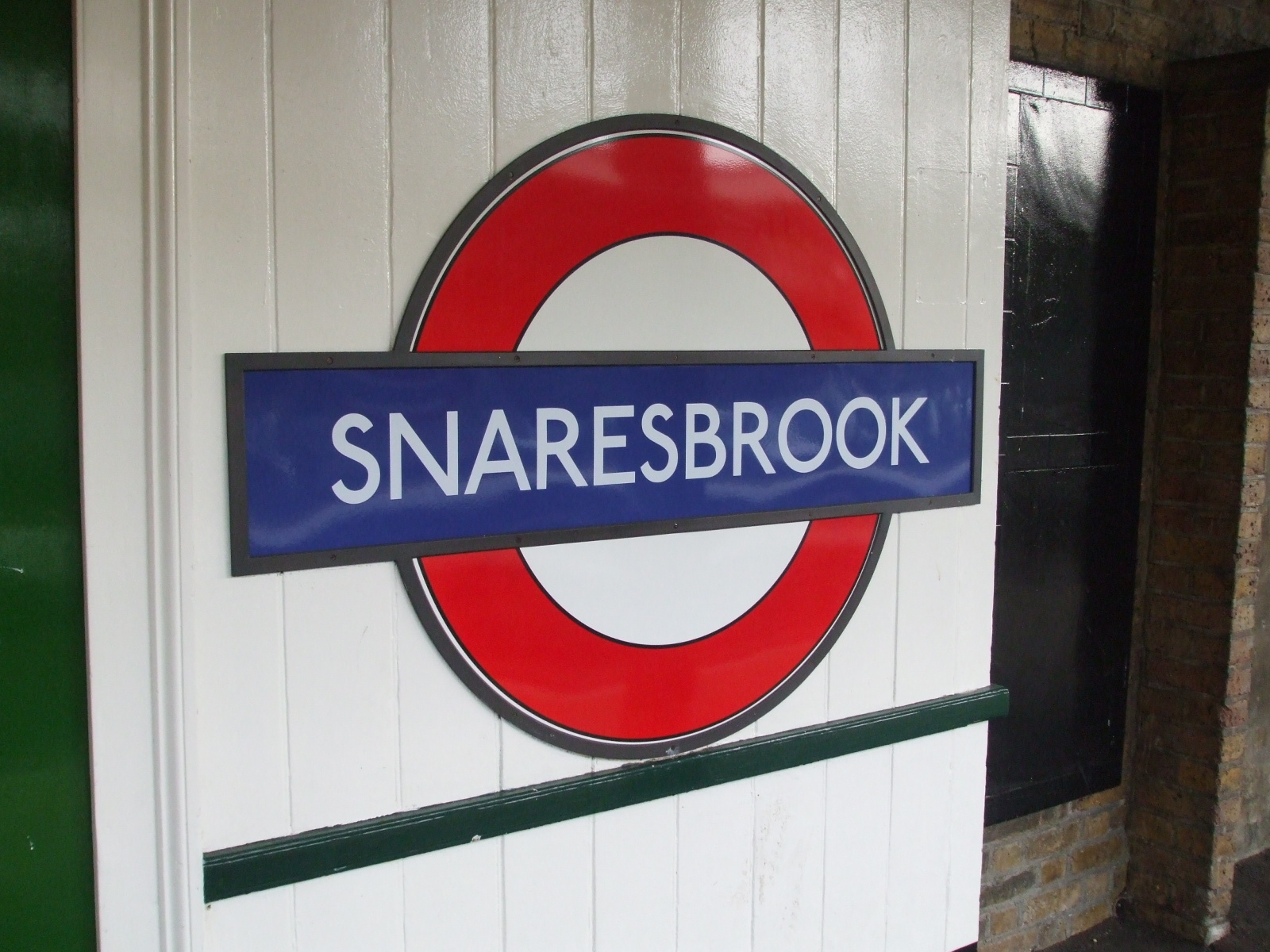
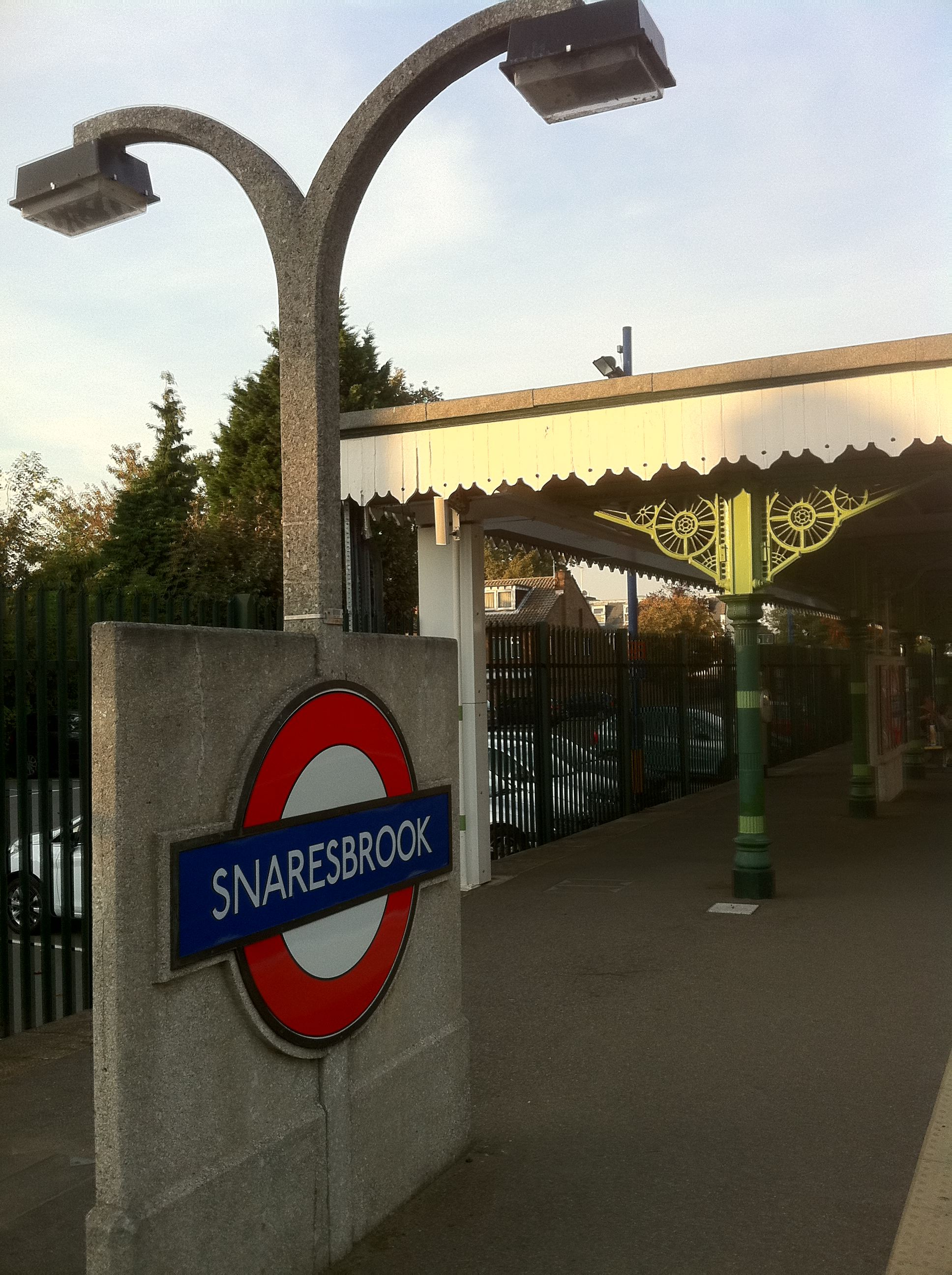
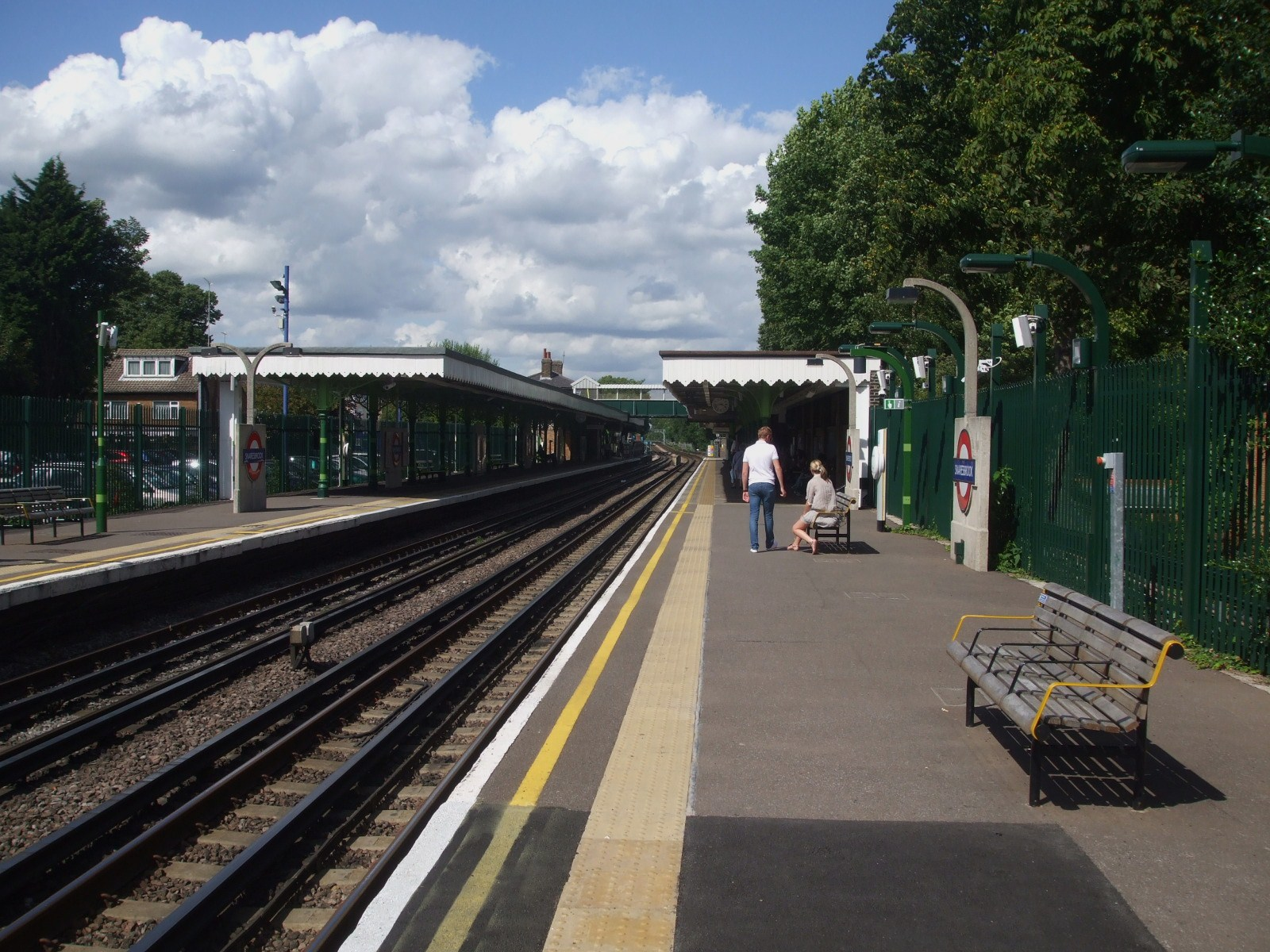
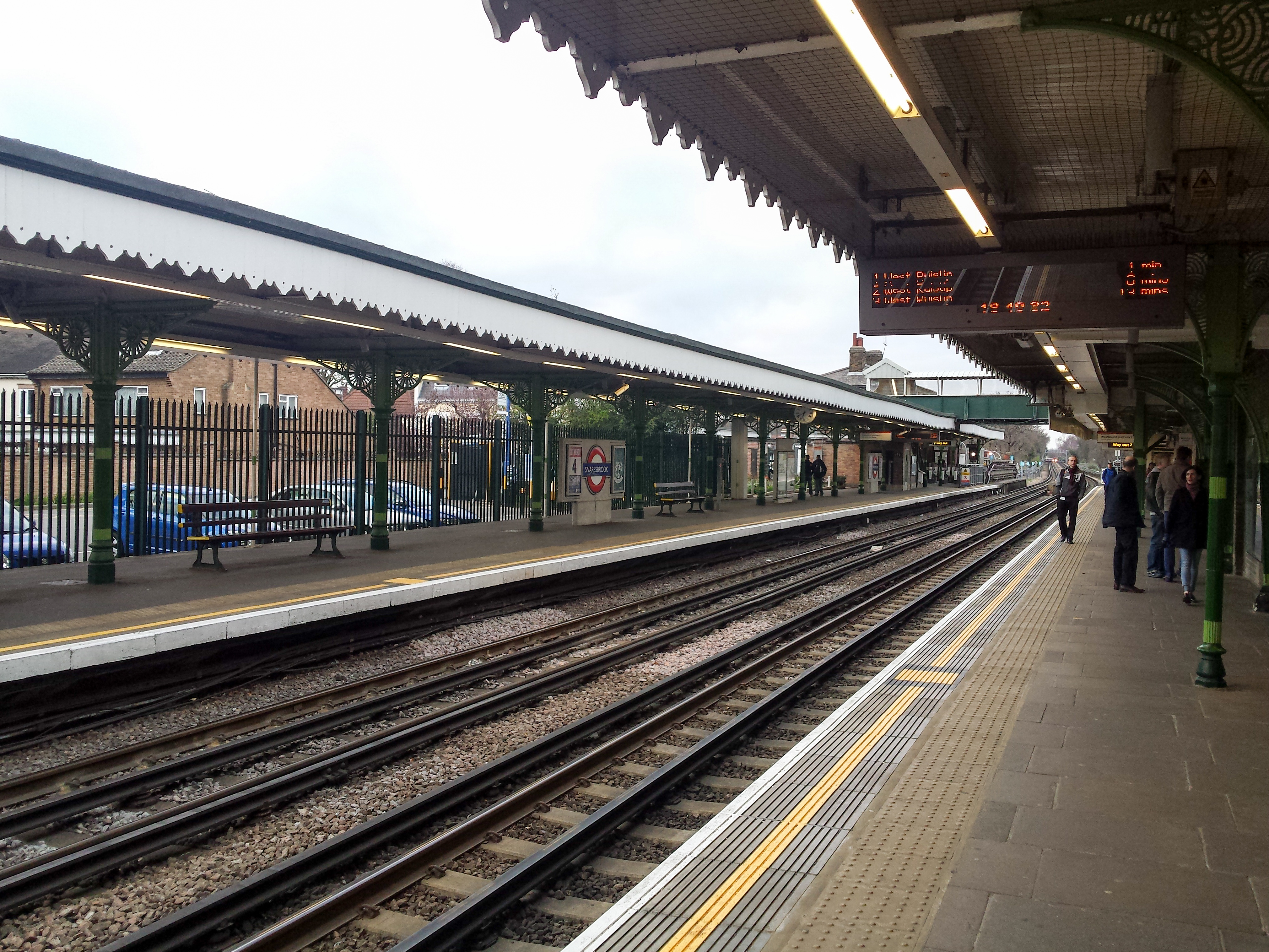
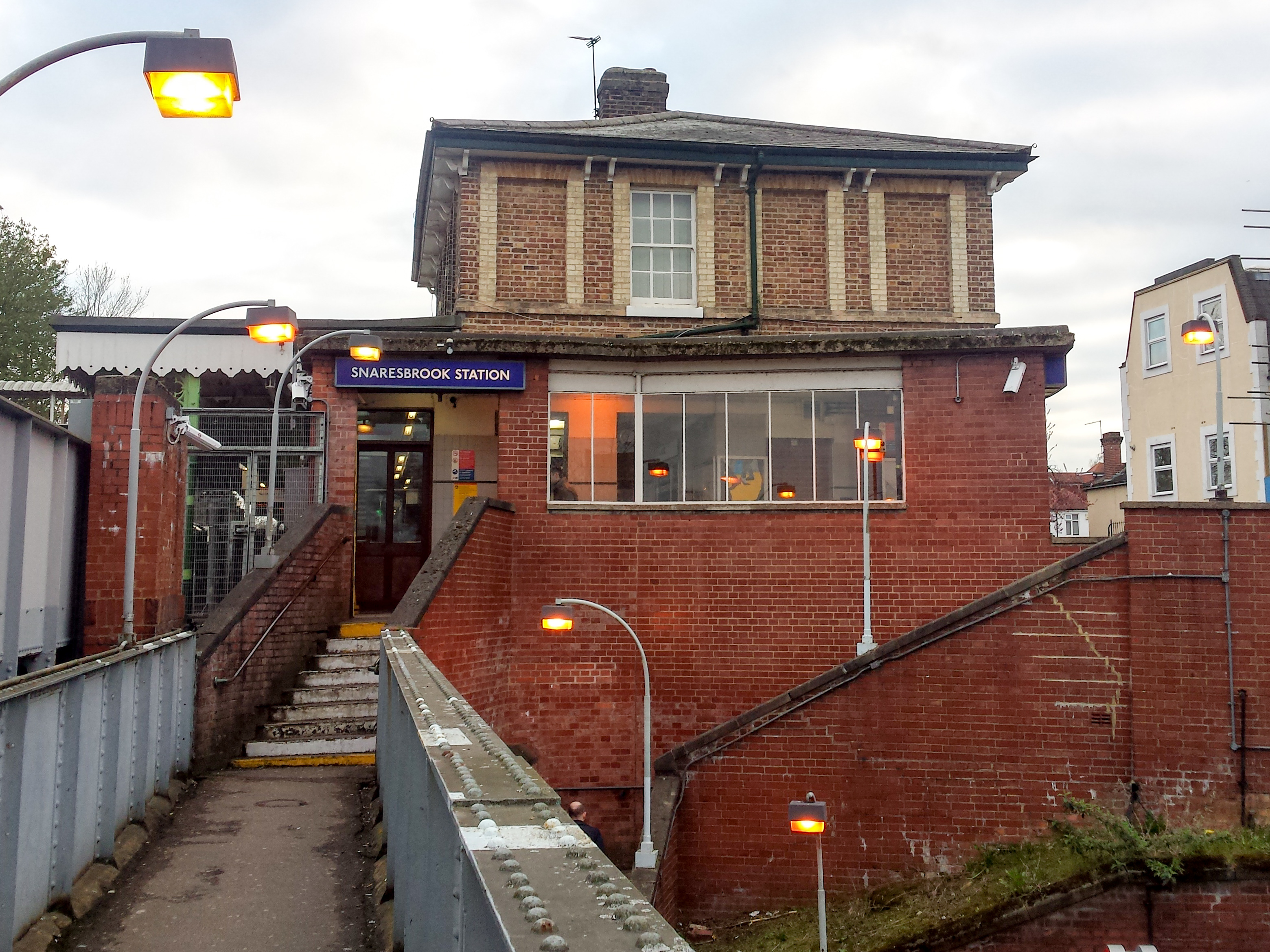